# Provincia di Agra
La provincia di Agra (in inglese: Agra Province) era una provincia dell'India britannica. 
La provincia era parte un tempo delle Province unite di Agra ed Oudh dell'India britannica, divenendo poi indipendente dal 1904 e rimanendo tale sino all'indipendenza indiana nel 1947; corrispondeva (sulla base della sez. 4(4) dell'United Provinces Act 1, 1904) alle ex regioni delle Province cedute e conquistate (1805–1836) ed alle province nord-occidentali (1836–1902)